# 西ユーカリが丘
西ユーカリが丘（にしユーカリがおか）は、千葉県佐倉市の町丁。現行行政地名は西ユーカリが丘一丁目から西ユーカリが丘七丁目。郵便番号は285-0850となっている。

## 地理
北は宮ノ台、北東は井野、東はユーカリが丘、南は上座、西は井野、北西は青菅に隣接している。

## 世帯数と人口
2017年（平成29年）10月31日現在の世帯数と人口は以下の通りである。
| 丁目                 | 世帯数  | 人口    |
| -------------------- | ------- | ------- |
| 西ユーカリが丘一丁目 | 336世帯 | 1,185人 |
| 西ユーカリが丘二丁目 | 32世帯  | 96人    |
| 西ユーカリが丘三丁目 | 47世帯  | 157人   |
| 西ユーカリが丘四丁目 | 46世帯  | 141人   |
| 西ユーカリが丘五丁目 | 107世帯 | 349人   |
| 西ユーカリが丘六丁目 | 35世帯  | 81人    |
| 西ユーカリが丘七丁目 | 35世帯  | 80人    |
| 計                   | 634世帯 | 2,089人 |

## 小・中学校の学区
市立小・中学校に通う場合、学区は以下の通りとなる。
| 地域                 | 小学校             | 中学校             |
| -------------------- | ------------------ | ------------------ |
| 西ユーカリが丘一丁目 | 佐倉市立青菅小学校 | 佐倉市立井野中学校 |
| 西ユーカリが丘二丁目 | 佐倉市立井野小学校 | 佐倉市立井野中学校 |
| 西ユーカリが丘三丁目 | 佐倉市立井野小学校 | 佐倉市立井野中学校 |
| 西ユーカリが丘四丁目 | 佐倉市立井野小学校 | 佐倉市立志津中学校 |
| 西ユーカリが丘五丁目 | 佐倉市立井野小学校 | 佐倉市立志津中学校 |
| 西ユーカリが丘六丁目 | 佐倉市立井野小学校 | 佐倉市立志津中学校 |
| 西ユーカリが丘七丁目 | 佐倉市立井野小学校 | 佐倉市立志津中学校 |

## 施設

### 三丁目
- 佐倉市立井野小学校
- 井野学童保育所
- 厳島神社

### 四丁目
- 安坂山公園
- 長割西公園

## 交通

### 道路
- 国道
  - 国道296号